# 심승섭
심승섭(沈勝燮, 1963년 1월 28일 ~ )은 대한민국의 제33대 해군참모총장이자 현재 제24대 주 호주 한국 대사이다.

## 학력
- 1975년 나포초등학교 졸업
- 1978년 나포중학교 졸업
- 1981년 군산고등학교 졸업
- 1985년 해군사관학교 39기 학사
- 한국해양대학교 대학원 해양안보정책 박사

## 경력
- 해군 종합상황실장
- 해군 충무공이순신함장
- 2010년 12월 ~ 2012년 1월: 해군교육사령부 기초군사교육단장 (해군 준장)
- 2012년 11월 ~ 2015년 4월:  제7기동전단장
- 2015년 4월 ~ 2016년 5월: 해군 제1함대사령관 (해군 소장)
- 2016년 5월 ~ 2016년 12월: 해군본부 정보작전지원참모부장
- 2016년 12월 ~ 2017년 9월: 해군본부 인사참모부장
- 2017년 9월 ~ 2018년 7월: 합동참모본부 전략기획본부장 (해군 중장)
- 2018년 7월 ~ 2020년 4월: 제33대 해군참모총장 (해군 대장)
- 세종대학교 공과대학 국방시스템공학과 교수
- 2021년 12월 ~ 2022년 1월: 국민의힘 살리는 선거대책위원회 총괄특보단 국방안보특보단 북행대응특보
- 2023년 7월 ~ 2024년 7월: 제5기 서울특별시 안보정책자문단 위원
- 2024년 3월 ~ 2024년 7월: 제7대 사단법인 해군협회장
- 2024년 7월 ~ 제24대 주 호주 한국 대사[2][3]

## 진급
- 1985년: 해군 소위 임관
- 2010년: 해군 준장 진급
- 2015년: 해군 소장 진급
- 2017년: 해군 중장 진급
- 2018년: 해군 대장 진급

## 서훈
- 2009년: 합동참모의장 표창
- 2013년: 대통령 표창
- 2014년: ‘자랑스런 군중고인상’수상 (군산중고등학교 총동창회)
- 2020년: 보국훈장 통일장